# Oostelijke eikenblaasmijnmot
De oostelijke eikenblaasmijnmot (Ectoedemia heringi) is een vlinder uit de familie dwergmineermotten (Nepticulidae). De wetenschappelijke naam is voor het eerst geldig gepubliceerd in 1934 door Toll.
De soort komt voor in Europa.